# Алгабас (Аксуська міська адміністрація)
Алгаба́с (каз. Алғабас) — село у складі Аксуської міської адміністрації Павлодарської області Казахстану. Адміністративний центр сільського округу Канаша Камзіна.
Населення — 1061 особа (2021; 1079 у 2009, 1040 у 1999, 1236 у 1989).
Національний склад станом на 1989 рік:
- казахи — 79 %